# Hallomenus arimotoi
Hallomenus arimotoi es una especie de coleóptero de la familia Tetratomidae.

## Distribución geográfica
Habita en Taiwán (China).